# Haslett
Haslett es un lugar designado por el censo ubicado en el condado de Ingham en el estado estadounidense de Míchigan. En el Censo de 2010 tenía una población de 19220 habitantes y una densidad poblacional de 456,25 personas por km².

## Geografía
Haslett se encuentra ubicado en las coordenadas 42°45′8″N 84°23′51″O / 42.75222, -84.39750. Según la Oficina del Censo de los Estados Unidos, Haslett tiene una superficie total de 42.13 km², de la cual 39.81 km² corresponden a tierra firme y (5.5%) 2.32 km² es agua.

## Demografía
Según el censo de 2010, había 19220 personas residiendo en Haslett. La densidad de población era de 456,25 hab./km². De los 19220 habitantes, Haslett estaba compuesto por el 84.7% blancos, el 4.42% eran afroamericanos, el 0.4% eran amerindios, el 6.53% eran asiáticos, el 0.03% eran isleños del Pacífico, el 0.94% eran de otras razas y el 2.98% pertenecían a dos o más razas. Del total de la población el 4.28% eran hispanos o latinos de cualquier raza.